# Championnat d'Europe de football des moins de 19 ans 2024
Navigation
Euro 2023 Euro 2025
Le Championnat d'Europe de football des moins de 19 ans 2024 est la 71e édition du Championnat d'Europe de football des moins de 19 ans (incluant les tournois des moins de 18 ans et des juniors), compétition organisée par l'UEFA et rassemblant huit équipes nationales masculines européennes des moins de 19 ans. 
Le tournoi se déroule du 15 juillet au 28 juillet 2024 en Irlande du Nord. Au total, 8 équipes participent au tournoi, les joueurs nés après le 1er janvier 2005 peuvent y participer.
Comme les éditions précédentes organisées les années paires, le tournoi fait office de qualification pour la Coupe du monde de football des moins de 20 ans de la FIFA. Les cinq premières équipes du tournoi sont qualifiées pour le mondial 2025 au Chili en tant que représentants de l'UEFA.
L'Italie vient pour défendre son titre de 2023.

## Organisation

### Sélection de l'hôte
L'Irlande du Nord aurait dû accueillir le Championnat d'Europe U-19 en 2020, mais le tournoi a été annulé en raison de la pandémie de Covid-19. Le Comité exécutif de l'UEFA a ensuite accordé au pays l'opportunité d'accueillir la phase finale de 2024.

### Villes et stades
La compétition se déroule dans trois stades, la finale étant prévue au Windsor Park de Belfast.
| \| Belfast Larne \| |
| Belfast Larne       |

| Belfast Larne |

### Éliminatoires
Les éliminatoires qui se déroulent du 11 octobre 2023 au 26 mars 2024 se disputent sur deux tours :
- Premier tour de qualification comprend 13 groupes (52 équipes)

Les deux premiers de chaque groupe et le meilleur troisième (27 équipes) sont qualifiés pour le tour Élite.
- Tour Élite comprend 7 groupes (28 équipes)

Les sept vainqueurs de poule du tour Élite se qualifient pour la phase finale en Irlande du Nord (dont l'équipe est qualifiée d'office).
| Équipe          | Parcours              | Participation |
| --------------- | --------------------- | ------------- |
| Irlande du Nord | Pays hôte             | 2e            |
| Espagne         | Vainqueur du groupe 1 | 14e           |
| France          | Vainqueur du groupe 2 | 13e           |
| Norvège         | Vainqueur du groupe 3 | 7e            |
| Danemark        | Vainqueur du groupe 4 | 1re           |
| Italie          | Vainqueur du groupe 5 | 10e           |
| Turquie         | Vainqueur du groupe 6 | 7e            |
| Ukraine         | Vainqueur du groupe 7 | 6e            |

## Phase de groupes
Le tirage au sort de la phase finale a lieu le 17 avril à Belfast.

### Groupe A
| Rang | Équipe          | Pts | J | G | N | P | Bp | Bc | Diff |
| ---- | --------------- | --- | - | - | - | - | -- | -- | ---- |
| 1    | Italie          | 6   | 3 | 2 | 0 | 1 | 7  | 4  | +3   |
| 2    | Ukraine         | 5   | 3 | 1 | 2 | 0 | 3  | 2  | +1   |
| 3    | Norvège         | 4   | 3 | 1 | 1 | 1 | 3  | 2  | +1   |
| 4    | Irlande du Nord | 1   | 3 | 0 | 1 | 2 | 0  | 5  | -5   |

- Qualifié pour les demi-finales et pour la Coupe du monde des moins de 20 ans 2025
- Dispute le match de qualification pour la Coupe du monde des moins de 20 ans 2025

1re journée
| 15 juillet 2024 | Italie                                | 2 - 1   | Norvège          | Seaview, Belfast                   |                                    |
| 16:30           | Luca di Maggio 44e · Kevin Zeroli 51e | (1 - 1) | 35e Daniel Braut | Arbitrage : Marian Alexandru Barbu | Arbitrage : Marian Alexandru Barbu |
| 16:30           | Rapport                               |         |                  | Arbitrage : Marian Alexandru Barbu | Arbitrage : Marian Alexandru Barbu |

| 15 juillet 2024 | Irlande du Nord | 0 - 0   | Ukraine | Inver Park, Larne        |                          |
| 20:00           |                 | (0 - 0) |         | Arbitrage : Luka Bilbija | Arbitrage : Luka Bilbija |
| 20:00           | Rapport         |         |         | Arbitrage : Luka Bilbija | Arbitrage : Luka Bilbija |

2e journée
| 18 juillet 2024 | Norvège | 0 - 0   | Ukraine | Seaview, Belfast              |                               |
| 16:30           |         | (0 - 0) |         | Arbitrage : Henrik Nalbandian | Arbitrage : Henrik Nalbandian |
| 16:30           | Rapport |         |         | Arbitrage : Henrik Nalbandian | Arbitrage : Henrik Nalbandian |

| 18 juillet 2024 | Irlande du Nord | 0 - 3   | Italie                                         | Inver Park, Larne           |                             |
| 20:00           |                 | (0 - 2) | 51e Kevin Zeroli · 45+2e 48e Francesco Camarda | Arbitrage : Ishmael Barbara | Arbitrage : Ishmael Barbara |
| 20:00           | Rapport         |         |                                                | Arbitrage : Ishmael Barbara | Arbitrage : Ishmael Barbara |

3e journée
| 21 juillet 2024 | Norvège              | 2 - 0   | Irlande du Nord | Seaview, Belfast                |                                 |
| 20:00           | Daniel Braut 34e 65e | (1 - 0) |                 | Arbitrage : Sander van der Eijk | Arbitrage : Sander van der Eijk |
| 20:00           | Rapport              |         |                 | Arbitrage : Sander van der Eijk | Arbitrage : Sander van der Eijk |

| 21 juillet 2024 | Ukraine                                                                  | 3 - 2   | Italie                               | Inver Park, Larne           |                             |
| 20:00           | Hennadii Synchuk 7e · Danylo Krevsun 54e · Matviy Ponomarenko 75e (pen.) | (1 - 1) | 34e Tommaso Ebone · 52e Marco Romano | Arbitrage : Vassills Fotias | Arbitrage : Vassills Fotias |
| 20:00           |                                                                          | Rapport | Christian Corradi 31e, 73e           | Arbitrage : Vassills Fotias | Arbitrage : Vassills Fotias |

### Groupe B
| Rang | Équipe   | Pts | J | G | N | P | Bp | Bc | Diff |
| ---- | -------- | --- | - | - | - | - | -- | -- | ---- |
| 1    | France   | 7   | 3 | 2 | 1 | 0 | 8  | 5  | +3   |
| 2    | Espagne  | 5   | 3 | 1 | 2 | 0 | 5  | 4  | +1   |
| 3    | Turquie  | 2   | 3 | 0 | 2 | 1 | 5  | 6  | -1   |
| 4    | Danemark | 1   | 3 | 0 | 1 | 2 | 6  | 9  | -3   |

- Qualifié pour les demi-finales et pour la Coupe du monde des moins de 20 ans 2025
- Dispute le match de qualification pour la Coupe du monde des moins de 20 ans 2025

1re journée
| 16 juillet 2024 | Danemark          | 1 - 2   | Espagne                           | Inver Park, Larne               |                                 |
| 16:30           | Mikel Gogorza 43e | (1 - 1) | 26e Chema Andrés · 79e Iker Bravo | Arbitrage : Sander van der Eijk | Arbitrage : Sander van der Eijk |
| 16:30           |                   | Rapport | 68e, 77e Rayane Belaid            | Arbitrage : Sander van der Eijk | Arbitrage : Sander van der Eijk |

| 16 juillet 2024 | France                                       | 2 - 1   | Turquie        | Seaview, Belfast            |                             |
| 20:00           | Lucas Michal 66e · Jérémy Jacquet 86e (pen.) | (0 - 1) | 4e Yiğit Fidan | Arbitrage : Vassills Fotias | Arbitrage : Vassills Fotias |
| 20:00           | Rapport                                      |         |                | Arbitrage : Vassills Fotias | Arbitrage : Vassills Fotias |

2e journée
| 19 juillet 2024 | Danemark                                          | 2 - 4   | France                                                                                | Inver Park, Larne        |                          |
| 16:30           | Cornelius Olsson 87e · Alexander Simmelhack 90+3e | (0 - 1) | 19e Jean-Mattéo Bahoya · 65e Ayman Aiki · 79e Saïmon Bouabré · 85e Dehmaine Assoumani | Arbitrage : Luka Bilbija | Arbitrage : Luka Bilbija |
| 16:30           | Rapport                                           |         |                                                                                       | Arbitrage : Luka Bilbija | Arbitrage : Luka Bilbija |

| 19 juillet 2024 | Turquie      | 1 - 1   | Espagne               | Seaview, Belfast                   |                                    |
| 20:00           | Fahri Ay 90e | (0 - 0) | 55e Yarek Gasiorowski | Arbitrage : Marian Alexandru Barbu | Arbitrage : Marian Alexandru Barbu |
| 20:00           | Rapport      |         |                       | Arbitrage : Marian Alexandru Barbu | Arbitrage : Marian Alexandru Barbu |

3e journée
| 22 juillet 2024 | Turquie                                                | 3 - 3   | Danemark                                                           | Seaview, Belfast            |                             |
| 20:00           | Emir Bars 27e · Poyraz Yıldırım 53e · Efe Sarıkaya 70e | (1 - 1) | 18e Oscar Schwartau · 53e Mikel Gogorza · 76e Alexander Simmelhack | Arbitrage : Ishmael Barbara | Arbitrage : Ishmael Barbara |
| 20:00           | Rapport                                                |         |                                                                    | Arbitrage : Ishmael Barbara | Arbitrage : Ishmael Barbara |

| 22 juillet 2024 | Espagne                               | 2 - 2   | France                                     | Inver Park, Larne             |                               |
| 20:00           | Dani Rodríguez 65e · Simo Keddari 74e | (0 - 1) | 13e Saïmon Bouabré · 90e Valentin Atangana | Arbitrage : Henrik Nalbandian | Arbitrage : Henrik Nalbandian |
| 20:00           | Rapport                               |         |                                            | Arbitrage : Henrik Nalbandian | Arbitrage : Henrik Nalbandian |

## Phase à élimination directe

### Tableau final
|  | Demi-finales | Demi-finales | Demi-finales | Demi-finales |         |         | Finale     | Finale     | Finale     | Finale     |
|  |              |              |              |              |         |         |            |            |            |            |
|  | 25 juillet   | 25 juillet   | 25 juillet   | 25 juillet   |         |         | 28 juillet | 28 juillet | 28 juillet | 28 juillet |
|  | Italie       | Italie       | 0            | 0            |         |         | 28 juillet | 28 juillet | 28 juillet | 28 juillet |
|  | Italie       | Italie       | 0            | 0            |         |         | 28 juillet | 28 juillet | 28 juillet | 28 juillet |
|  | Espagne      | Espagne      | 1 ap         | 1 ap         |         |         | 28 juillet | 28 juillet | 28 juillet | 28 juillet |
|  | Espagne      | Espagne      | 1 ap         | 1 ap         | Espagne | Espagne | 2          | 2          |            |            |
|  | 25 juillet   |              |              |              | Espagne | Espagne | 2          | 2          |            |            |
|  |              |              | France       | France       | 0       | 0       |            |            |            |            |
|  | France       | France       | France       | France       | 0       | 0       | 1          | 1          |            |            |
|  | France       | France       |              |              |         |         |            | 1          |            |            |
|  | Ukraine      | Ukraine      | 0            | 0            |         |         |            |            |            |            |
|  | Ukraine      | Ukraine      | 0            | 0            |         |         |            |            |            |            |

|  | Match 5e place (qualif. CM) |         |          |          |  |  |  |  |  |  |
|  |                             |         |          |          |  |  |  |  |  |  |
|  |                             |         |          |          |  |  |  |  |  |  |
|  | Norvège                     | Norvège | 1ap (10) | 1ap (10) |  |  |  |  |  |  |
|  | Norvège                     | Norvège | 1ap (10) | 1ap (10) |  |  |  |  |  |  |
|  | Turquie                     | Turquie | 1 tab(9) | 1 tab(9) |  |  |  |  |  |  |
|  | Turquie                     | Turquie | 1 tab(9) | 1 tab(9) |  |  |  |  |  |  |

### Match pour la5eplace
Ce match oppose les deux troisièmes de groupe et est qualificatif pour la Coupe du monde de football des moins de 20 ans organisée en 2025 au Chili :
| Qualification pour le mondial — 20 ans | Norvège | 1 - 1 a. p.           | Turquie | Seaview, Belfast                |                                 |
| 25 juillet 2024 17:30                  | Rasmus Holten 16e | (1 - 0, 1 - 1, 1 - 1) | 81e İsak Vural | Arbitrage : Sander van der Eijk | Arbitrage : Sander van der Eijk |
| 25 juillet 2024 17:30                  | Rapport |                       | | Arbitrage : Sander van der Eijk | Arbitrage : Sander van der Eijk |
| 25 juillet 2024 17:30                  | Rasmus Holten · Aleksander Andresen · Sondre Granaas · Sondre Auklend · Daniel Braut · Eivind Helland · Mats Pedersen · Bork Bang-Kittilsen · Julian Gonstad · Håkon Røsten | Tirs au but 10 - 9    | Emre Uzun · Ali Turap Bülbül · Emirhan Demircan · İsak Vural · Poyraz Yildirim · Fahri Ay · Hasan Kayalı · Efe Sarıkaya · Berkay Yılmaz · Baran Ali Gezek | Arbitrage : Sander van der Eijk | Arbitrage : Sander van der Eijk |

### Demi-finales
| 25 juillet 2024 | Italie  | 0 - 1 a. p.         | Espagne          | Windsor Park, Belfast              |                                    |
| 15:00           |         | (0 - 0, 0 - 0, 0–1) | 100e Pol Fortuny | Arbitrage : Marian Alexandru Barbu | Arbitrage : Marian Alexandru Barbu |
| 15:00           | Rapport |                     |                  | Arbitrage : Marian Alexandru Barbu | Arbitrage : Marian Alexandru Barbu |

| 25 juillet 2024 | France       | 1 - 0   | Ukraine | Windsor Park, Belfast       |                             |
| 20:00           | Atangana 61e | (0 - 0) |         | Arbitrage : Ishmael Barbara | Arbitrage : Ishmael Barbara |
| 20:00           | Rapport      |         |         | Arbitrage : Ishmael Barbara | Arbitrage : Ishmael Barbara |

### Finale
| 28 juillet 2024 | Espagne                          | 2 - 0   | France | Windsor Park, Belfast                           |                                                 |
| 20:00           | Iker Bravo 41e · Assane Diao 69e | (1 - 0) |        | Spectateurs : 8 358 Arbitrage : Vassills Fotias | Spectateurs : 8 358 Arbitrage : Vassills Fotias |
| 20:00           | Rapport                          |         |        | Spectateurs : 8 358 Arbitrage : Vassills Fotias | Spectateurs : 8 358 Arbitrage : Vassills Fotias |

## Équipes qualifiées pour la Coupe du monde des moins de 20 ans 2025
| Équipe  | Résultat                     |
| ------- | ---------------------------- |
| Espagne | Vainqueur 2024 Euro – 19 ans |
| France  | Finaliste                    |
| Italie  | Demi-finaliste               |
| Ukraine | Demi-finaliste               |
| Norvège | Cinquième                    |